# Липовой, Сергей Анатольевич
Серге́й Анато́льевич Липово́й (род. 1960) — российский военный лётчик, командующий авиацией Северо-Кавказского пограничного округа (с 2001 по 2005 гг.), генерал-майор, участник афганской, первой и второй чеченских войн и войны в Таджикистане, Герой Российской Федерации (1996). Председатель президиума Общероссийской организации «Офицеры России».

## Биография
Сергей Липовой родился 15 января 1960 года в посёлке Садовый Багаевского района Ростовской области. Окончив среднюю школу, работал на предприятиях в Ростове-на-Дону, одновременно учился в Ростовском учебном центре ДОСААФ СССР. В 1979 году Липовой был призван на службу в Советскую Армию. В 1983 году он окончил Сызранское высшее военное авиационное училище лётчиков. Проходил службу в вертолётных частях Восточного и Среднеазиатского округов Пограничных войск КГБ СССР. С 1983 года был старшим лётчиком-штурманом экипажа «Ми-8», с 1984 года — командиром экипажа «Ми-8».
В 1984—1989 годах Липовой принимал участие в афганской войне, совершил более сотни боевых вылетов на отряды и базы душманов. В 1992 году он окончил Военно-Воздушную академию имени Гагарина. С 1992 года Липовой командовал вертолётной эскадрильей Среднеазиатского пограничного округа, с 1993 года — был заместителем командира вертолётного авиаполка Закавказского пограничного округа. Участвовал в первой чеченской войне. С января 1996 года Липовой командовал Душанбинским отдельным вертолётным авиаполком ФПС РФ в составе Группы российских погранвойск в Таджикистане. Участвовал в оказании помощи наземным силам, поиске групп боевиков и наркоторговцев, высадке десанта в ущельях.
27 сентября 1996 года одна из российских пограничных застав Калай-Хумского погранотряда подверглась сильному обстрелу как с афганской, так и с таджикской территории. На помощь осаждённой заставе вылетел экипаж Липового, в который, кроме него, входили подполковник Юрий Ставицкий, капитан Игорь Будай и капитан Валерий Стовба. Когда вертолёт стал обстреливать боевиков, те ответили огнём из крупнокалиберных пулемётов, нанеся ему сильные повреждения. В воздухе погибли Будай и Стовба, однако оставшимся членам экипажа удалось обнаружить ведущую обстрел заставы батарею и при помощи звена вертолётов уничтожить её. Затем Липовой и Ставицкий с трудом довели вертолёт до аэродрома.
Указом Президента Российской Федерации от 14 декабря 1996 года за «проявленный героизм при выполнении воинского долга» полковник Сергей Липовой был удостоен высокого звания Героя Российской Федерации с вручением медали «Золотая Звезда».
Продолжал службу в авиации погранвойск. С 1996 года он руководил отделом авиации Группы российской пограничных войск в Таджикистане. Участвовал во второй чеченской войне. В 2001 году Липовой окончил Военную академию Генерального штаба, после чего командовал авиацией Северо-Кавказского погранокруга. В 2005 году в звании генерал-майора Липовой был уволен в запас. Проживает в Москве, работал генеральным директором авиакомпании «Интеравиа», которая в 2010 г. была признана банкротом.
Также награждён орденами Красной Звезды и «За военные заслуги», а также рядом медалей.